# Sazhinite-(Ce)
La sazhinite-(Ce) è un minerale.